# Discografia Annei Vissi
Această pagină cuprinde toate materialele muzicale lansate de cântăreața de muzică cipriotă Anna Vissi.
Cariera sa se întinde de-a lungul a aproape patru decenii, timp în care Vissi a influențat mai multe generații de tinere artiste. A câștigat șase premii Arion Music, 15 premii Pop Corn Music, și nouă premii MAD Video Music. Din 1995 până în 2013, Vissi a primit 32 de discuri de platină și 11 de aur în Grecia, devenind una dintre cele mai comerciale artiste din istoria țării cu peste 9,5 milioane de înregistrări vândute în întreaga lume

## Albume și discuri single
| An   | Album                               | Cea mai bună poziție | Cea mai bună poziție | Certificații | An   | Discuri single                  | Discuri single              | Note/certificații                                                         |
| An   | Album                               | Grecia               | Cipru                | Certificații | An   | Titlu                           | Album                       | Note/certificații                                                         |
| ---- | ----------------------------------- | -------------------- | -------------------- | ------------ | ---- | ------------------------------- | --------------------------- | ------------------------------------------------------------------------- |
| 1977 | As Kanoume Apopse Mian Arhi         | *                    | *                    | *            | 1980 | Autostop                        | Promo                       | Eurovision (locul 13)                                                     |
| 1979 | Kitrino Galazio                     | *                    | *                    | [ 2 ] [ 3 ]  | 1982 | Mono I Agapi                    | Anna Vissi                  | Eurovision (locul 5)                                                      |
| 1980 | Nai                                 | *                    | *                    | [ 2 ]        | 1995 | Eimai Poli Kala                 | Re!                         | -                                                                         |
| 1981 | Anna Vissi                          | *                    | *                    | [ 2 ]        | 1995 | Min Ksehnas                     | -                           | -                                                                         |
| 1982 | Eimai To Simera Kai Eisai To Chthes | *                    | *                    | *            | 1995 | Amin                            | Re!                         | -                                                                         |
| 1984 | Na 'Hes Kardia                      | *                    | *                    | [ 2 ]        | 1997 | Forgive Me This                 | Everything I Am             | Australian Top 100                                                        |
| 1985 | Kati Simveni                        | *                    | *                    | [ 2 ]        | 1997 | Oso Eho Foni/Aftos Pou Perimeno | The Remixes                 | -                                                                         |
| 1986 | I Epomeni Kinisi                    | *                    | *                    | [ 2 ]        | 2000 | Everything I Am                 | Everything I Am             |                                                                           |
| 1988 | Tora                                | *                    | *                    | *            | 2000 | Agapi Ipervoliki                | Kravgi                      |                                                                           |
| 1988 | Empnefsi!                           | *                    | *                    | [ 2 ]        | 2001 | Still In Love With You          | Everything I Am             | -                                                                         |
| 1989 | Fotia                               | *                    | *                    | [ 2 ]        | 2001 | Mala: I Mousiki Tou Anemou      | Mala - I Mousiki Tou Anemou | -                                                                         |
| 1990 | Eimai                               | *                    | *                    | *            | 2001 | HitMix                          | -                           | -                                                                         |
| 1992 | Emeis                               | *                    | *                    | *            | 2003 | The Remixes                     | X                           | -                                                                         |
| 1992 | Lambo                               | *                    | *                    | *            | 2004 | Remixes 2004                    | Paraksenes Eikones          | -                                                                         |
| 1994 | Re!                                 | *                    | *                    | *            | 2005 | Call Me                         | Nylon                       | Nr. 1 în Billboard Hot Dance Club Play Chart, nr. 68 în European Hot 100. |
| 1995 | O! Kypros                           | *                    | *                    | *            | 2006 | Autostop"-"Mono I Agapi"        | -                           | -                                                                         |
| 1996 | Klima Tropiko                       | 1                    | 1                    | [ 4 ]        | 2006 | Everything                      | Nylon                       | Eurovision (locul 9)                                                      |
| 1997 | Travma                              | 1                    | 1                    | [ 2 ]        |      |                                 |                             |                                                                           |
| 1998 | Antidoto                            | 1                    | 1                    | [ 2 ]        |      |                                 |                             |                                                                           |
| 2000 | Everything I Am                     | 1                    | 1                    | [ 2 ] [ 2 ]  |      |                                 |                             |                                                                           |
| 2000 | Kravgi                              | 1                    | 1                    | [ 2 ] [ 2 ]  |      |                                 |                             |                                                                           |
| 2002 | X                                   | 1                    | 1                    | [ 2 ] [ 2 ]  |      |                                 |                             |                                                                           |
| 2003 | Paraksenes Eikones                  | 1                    | 1                    | [ 2 ] [ 2 ]  |      |                                 |                             |                                                                           |
| 2005 | Nylon                               | 1                    | 1                    | [ 2 ] [ 2 ]  |      |                                 |                             |                                                                           |
| 2008 | Apagorevmeno                        | 1                    | 1                    | [ 2 ] [ 2 ]  |      |                                 |                             |                                                                           |
| 2010 | Agapi Einai Esi                     | 3                    | 1                    | [ 2 ] [ 2 ]  |      |                                 |                             |                                                                           |
| 2015 | Sinentefxi                          | 12                   | 1                    | [ 2 ] [ 2 ]  |      |                                 |                             |                                                                           |

| An   | Albume live | Cea mai bună poziție | Cea mai bună poziție | Certificații |
| An   | Albume live | Grecia               | Cipru                | Certificații |
| ---- | ----------- | -------------------- | -------------------- | ------------ |
| 1993 | Live!       | 1                    | 1                    | *            |
| 2004 | Live        | 1                    | 1                    | [ 5 ]        |